# Кълбовидна мълния
Кълбовидната мълния е рядко атмосферно явление с все още неизяснена природа, най-вероятно свързано с електричество. Представлява светещ, обикновено сферичен обект, чийто размер варира от няколко милиметра до няколко метра. Обикновено се наблюдава по време на буря, но за разлика от обикновената мълния, кълбовидната мълния може да съществува в продължение на много по-дълго време – от няколко секунди до 2 – 3 часа. В много редки случаи се появява и при хубаво време. Цветът на мълнията може да е всякакъв, като най-често е червен, оранжев, или жълт. Понякога може да си изменя и цвета и размера.
Основните трудности при изучаване на това явление са липсата на техника, с която то да се възпроизведе в лабораторни условия. При отсъствие на възпроизводими експериментални данни, цялата информация се основава на разкази на очевидци или в редки случаи на фотоматериали.
Интересно е поведението на кълбовидната мълния. Най-често тя се движи хоризонтално на около метър над земята и хаотично променя посоката. В някои случаи може да е неподвижна, или да възникне на голяма височина. По-рядко се движи вертикално. Проявява тенденцията да влиза в помещения и да се промъква и през най-малките отверстия. Често е съпроводена със звукови ефекти, а от краищата си изпуска искри.
Това, което се знае със сигурност за кълбовидната мълния е, че по един или друг начин е свързана с електричеството или по-точно с електрическите явления в газове. Много важно е наличието на силно електрично поле, създаващо газов разряд. Ясно е също така, че във вътрешността на мълнията има област с много висока температура, поради което се появява светенето. Очевидно тази област се състои от плазма и поради сравнителната стабилност на системата тази плазма се разпада бавно.

## Поведение
При среща с кълбовидна мълния не бива да се извършват никакви движения, защото тя следва създаденото въздушно течение, и може да последва човек, особено ако се опитва да избяга.
Не трябва да се докосва с каквито и да било предмети, защото има опасност да се самовзриви, да нарани и дори да убие хора в близост до нея. Ако изходът е близо, трябва бавно да се излезе и да се затвори вратата. Ако мълнията се насочи към човек, той трябва незабавно да легне по корем на земята и да сложи ръцете си на тила. Като предпазна мярка от кълбовидна мълния трябва да се затварят всички врати и прозорци на жилищата, но понякога това не я спира да се промъкне вътре. Препоръчително е да се изключат всички електронни уреди, защото понякога тя се придвижва покрай електроразпределителната мрежа.

## Особености
Може да преминава през прозорци или други обекти без да остави каквито и да било следи. Понякога се появява в групи, като отделните кълба се движат успоредно и менят цвета си или изчезват, а след това се появяват на други места. В редки случаи една кълбовидна мълния може да се разпадне на две по-малки сфери, или две да се обединят в една по-голяма.
Има хора, които са срещали феномена неведнъж, а други въобще не са го и виждали.